# Зелёная (приток Ингульца)
Зелёная — река на Украине, левый приток Ингульца (бассейн Днепра). Длина 44 км, уклон реки — 2,3 м/км. Площадь бассейна 329 км².

## Характеристика
Протекает в пределах Александрийского района Кировоградской области.
Берёт начало на западе от села Зелёный Барвинок. Формируется из нескольких безымянных ручьёв и водоёмов. Течёт преимущественно на юго-запад в пределах сёл Катериновка, Зразковое, Зелёное, Йосиповка и Александро-Марьевка. Напротив села Малая Анновка впадает в Искровское водохранилище на реке Ингулец.